# ژانگ شوئلی
ژانگ شوئلی (انگلیسی: Zhang Xuelei؛ ۱۳ مهٔ ۱۹۶۳ – ۲۱ ژوئن ۲۰۲۴) بازیکن بسکتبال اهل چین بود. وی در بازی‌های المپیک تابستانی ۱۹۸۸ شرکت کرده‌است.